# Colletes inaequalis
Colletes inaequalis là một loài Hymenoptera trong họ Colletidae. Loài này được Say mô tả khoa học năm 1837.

## Hình ảnh

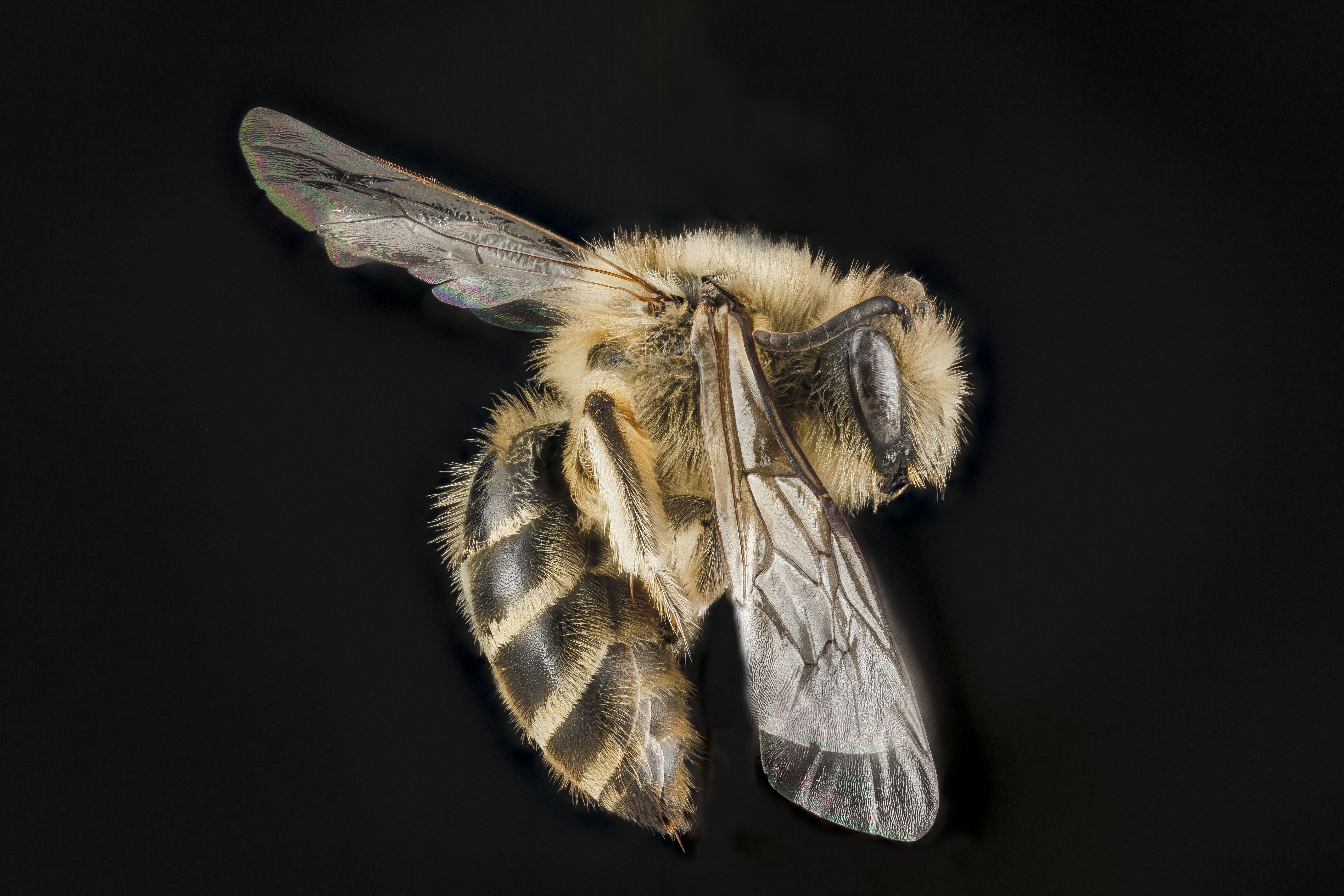
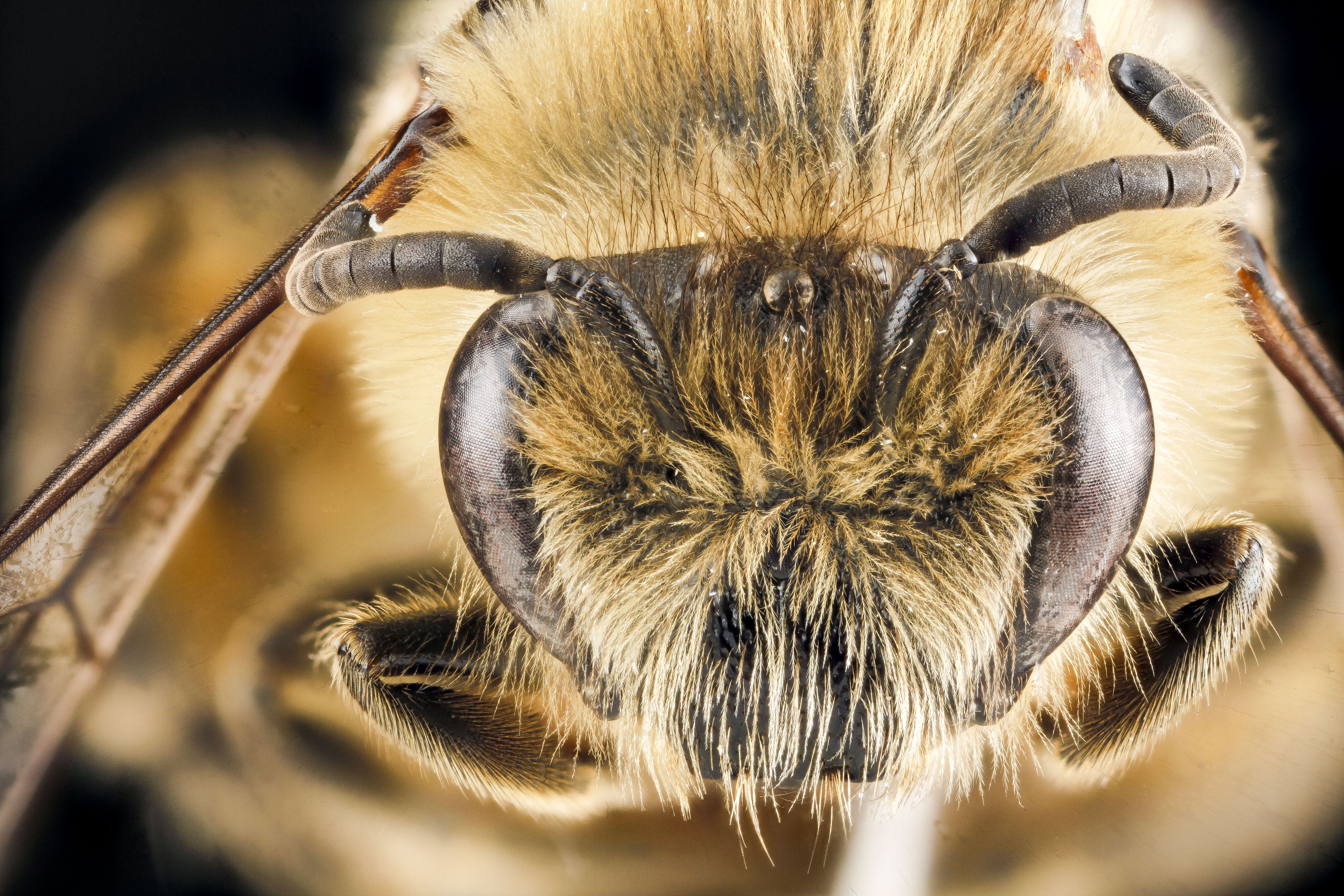
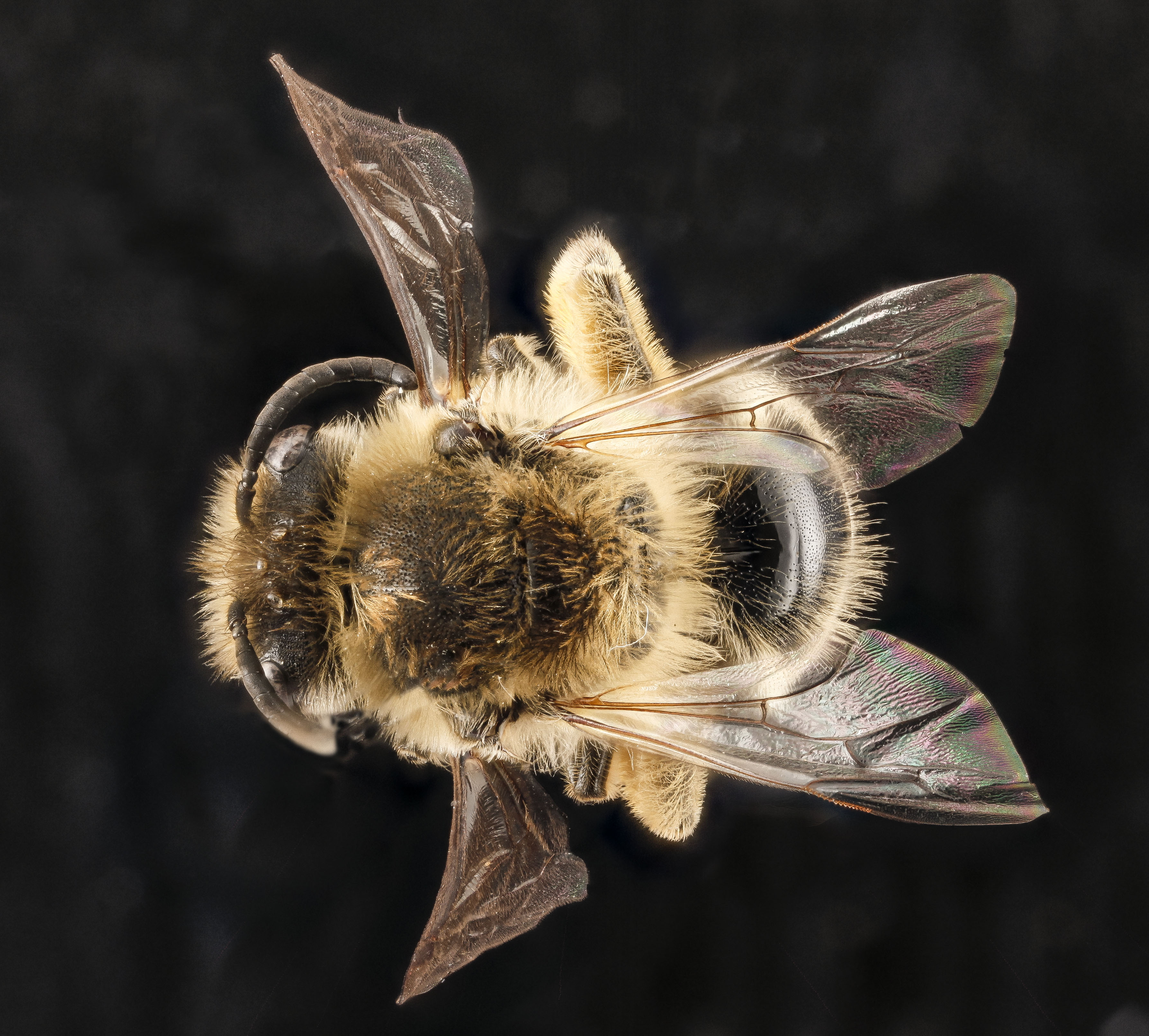